# Tarachodes namibiensis
Tarachodes namibiensis es una especie de mantis de la familia Tarachodidae.

## Distribución geográfica
Se encuentra en Namibia.